# Adam Borys

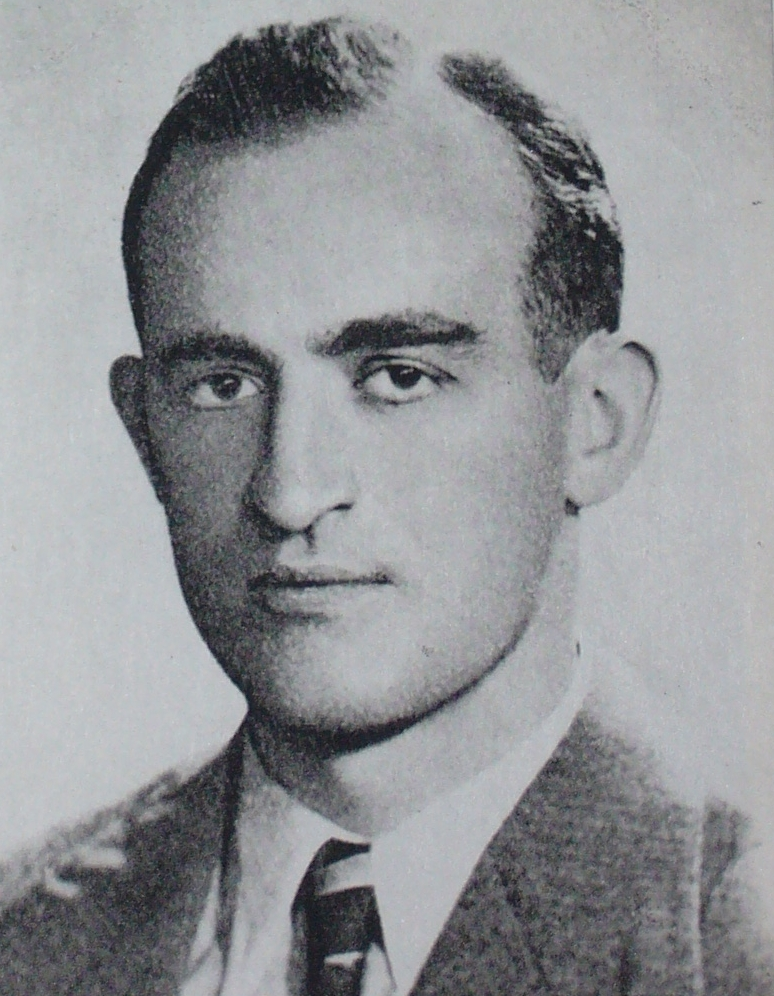
Adam Borys

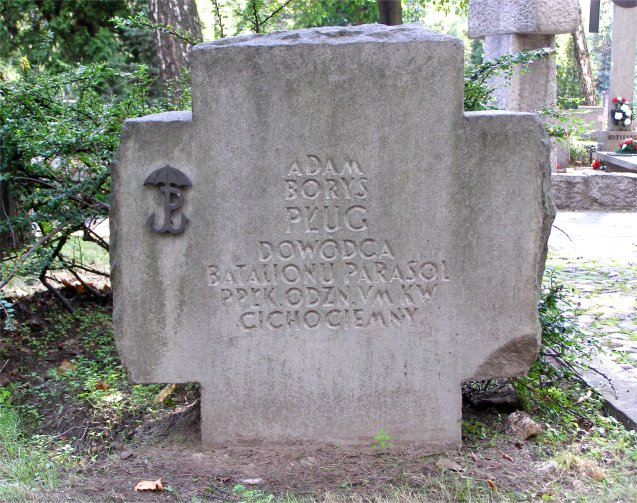
Symbolisches Grab von Adam Borys auf dem Warschauer Kriegsfriedhof Powązki

Adam Borys, Decknamen „Pług“, „Adam Gałecki“ (* 10. Dezember 1909 in Niechanowo; † 27. August 1986 in Witkowo), war ein Oberstleutnant der polnischen Streitkräfte, Begründer und erster Befehlshaber des Bataillons „Parasol“, Fallschirmjäger der Cichociemni und Agraringenieur.
Nach einem Studium der Land- und Forstwirtschaft an der Universität Posen und einem Studium in den Vereinigten Staaten nahm er 1939 als Artillerieoffizier d. R. der polnischen Streitkräfte an der Landesverteidigung im September teil. Nach seiner Gefangennahme folgte eine Internierung in einem Kriegsgefangenenlager in Ungarn – von dort schaffte er es zu fliehen und schlug sich nach Frankreich durch. Anschließend nahm Borys an der Verteidigung Frankreichs im Jahre 1940 teil. Als Angehöriger der Cichociemni sprang er im Oktober 1942 über Polen ab. Fortan war er Kaderoffizier des Führungskommandos der Armia Krajowa. Borys begründete und führte die Kompanien „Agat“-„Pegaz“ an, die anschließend ins Bataillon „Parasol“ überführt wurden, dessen Hauptaufgabe es war Anschläge auf Offiziere der SS und Gestapo durchzuführen. Unter anderem bereitete er das Attentat auf den SS- und Polizeiführer in Warschau Franz Kutschera vor.
Während des Warschauer Aufstands war er Anführer des Bataillons „Parasol“ – im Zuge der Kampfhandlungen um den Warschauer Stadtteil Wola wurde Borys schwer verwundet und von den Kämpfen zurückgezogen. Nach der Kapitulation der Aufständischen war er im Offizierslager für Kriegsgefangene Offiziere inhaftiert, von wo er 1945 nach Polen zurückkehrte. In der darauffolgenden Zeit bis 1954 litt er unter Repressionen des Stalinismus in Polen. Anschließend wurde er rehabilitiert und arbeitete als wissenschaftlicher Mitarbeiter in Warschau. In den Jahren 1958–1968 leitete er das Institut für Fleischindustrie. Borys wurde mit dem Orden Virtuti Militari, der höchsten militärischen Auszeichnung und dem polnischen Tapferkeitskreuz ausgezeichnet. Das Gymnasium in Witkowo, wo er bis zu seinem Tod 1986 lebte, benannte man nach ihm.